# Carroll Baker
Carroll Baker (Johnstown, Pennsilvània, 28 de maig de 1931) és una actriu estatunidenca.

## Biografia
Carroll Baker va néixer al si d'una família de comerciants amb el nom de Karolina Piekarski. És una actriu ruso-polonesa-americana que va destacar i va gaudir de fama en els anys 1950, arribant a ser nominada a l'Oscar, però la seva carrera va entrar molt aviat en decadència. Va arribar a ser un símbol sexual, però posteriorment, només va participar en papers secundaris, en alguns films europeus i a Mèxic.
Entre les seves pel·lícules més rellevants, cal citar: Gegant (amb James Dean, Rock Hudson i Elizabeth Taylor), Baby Doll (amb Karl Malden, dirigides per Elia Kazan), La conquesta de l'Oest i Harlow (1965), pel·lícula biogràfica sobre l'actriu dels anys 30 Jean Harlow.
Va estudiar dansa i es va unir a un grup de ball a començaments dels 50. També va treballar com a acompanyant d'un mag abans de fer el salt al cinema amb la pel·lícula de Charles Walters "Easy To Love" (1953).
Un any després de l'estrena de l'esmentat film, Carroll es va traslladar a Nova York per matricular-se en el famós Actors Studio. Allà va conèixer el director i guionista Jack Garfein, amb qui es va casar l'any 1955.
Després de treballar breument al teatre de Broadway va aconseguir aparèixer en dos títols d'impacte, "Gegant" (1956), pel·lícula de George Stevens en la qual va interpretar la filla d'Elizabeth Taylor i Rock Hudson, i sobretot "Baby Doll" (1956) d'Elia Kazan. Gràcies a aquesta pel·lícula coprotagonitzada per Karl Malden es va convertir en estrella i va ser nominada a l'Oscar.
La prometedora carrera de Carroll Baker es va estancar amb el transcurs dels anys en pel·lícules i papers d'escassa qualitat.
El 1969 es va divorciar de Jack Garfein, amb qui va tenir als seus fills Blanche i Herschel, i en els anys 70 i 80 va treballar principalment en pel·lícules europees (poc memorables majoritàriament). El 1982 es va casar amb l'actor Donald Burton, que va morir el 2007 a la seva casa de Califòrnia.

## Filmografia
- 1952: Monodrama Theater (sèrie TV)
- 1953: Easy to Love: Clarice
- 1956: Gegant (Giant): Luz Benedict II
- 1956: Baby Doll: Baby Doll Meighan
- 1958: Grans horitzons (The Big Country): Patricia Terrill
- 1959: But Not for Me: Ellie Brown / Borden
- 1959: The Miracle: Teresa
- 1961: Bridge to the Sun d'Étienne Périer: Gwen Terasaki
- 1961: Something Wild: Mary Ann Robinson
- 1962: La conquesta de l'Oest (How the West Was Won): Eve Prescott Rawlings
- 1962: Station Six-Sahara: Catherine
- 1964: The Carpetbaggers: Rina Marlowe Cord
- 1964: Cheyenne Autumn: Deborah Wright
- 1965: Sylvia: Sylvia: West (Karoki, Kay, Carlyle)
- 1965: The Greatest Story Ever Told: Veronica
- 1965: Mister Moses: Julie Anderson
- 1965: Harlow: Jean Harlow
- 1967: L'Harem: Margherita
- 1968: Il Dolce corpo di Deborah: Deborah
- 1969: Orgasmo: Kathryn West
- 1969: Così dolce... così perversa: Nicole Perrier
- 1970: The Spider
- 1970: Paranoia: Helen
- 1970: Rain (TV): Sadie Thompson
- 1971: La última señora Anderson: Julie Spencer / Lilian Martin
- 1971: Capità Apache: Maude
- 1971: Il Diavolo a sette facce: Julie Harrison / Mary Harrison
- 1972: Il coltello di ghiaccio: Martha Caldwell
- 1973: Baba Yaga: Baba Yaga
- 1973: Il Fiore dai petali d'acciaio: Evelyn
- 1974: Il Corpo: Madeliene
- 1975: Lezioni private
- 1975: La Moglie vergine: Lucia
- 1976: Ab morgen sind wir reich und ehrlich: Polly Pott
- 1976: La Moglie di mio padre: Laura
- 1976: Zerschossene Träume: Carol
- 1977: Andy Warhol's Bad: Hazel Aiken
- 1978: Cyclone: Shiela
- 1979: The World Is Full of Married Men: Linda Cooper
- 1979: Las Flores del vicio: Treasure
- 1980: The Watcher in the Woods: Helen Curtis
- 1983: Red Monarch (TV): Brown
- 1983: Star 80: mare de Dorothy
- 1984: The Secret Diary of Sigmund Freud: Mama Freud
- 1985: Hitler's S.S.: Portrait in Evil (TV): Gerda Hoffman
- 1985: What Mad Pursuit? (TV): Mrs. Seligman
- 1986: Native Son: Mrs. Dalton
- 1987: On Fire (TV): Maureen
- 1987: Espina de ferro (Ironweed): Annie Phelan
- 1990: Poli de guarderia (Kindergarten Cop): Eleanor Crisp
- 1991: Blonde Fist: Lovelle Summers
- 1992: Jackpot: Madame
- 1992: Gipsy Angel
- 1993: Judgment Day: The John List Story (TV): Alma List
- 1993: Men Don't Tell (TV): Ruth
- 1993: A Kiss to Die For (TV): Mrs. Graham
- 1995: Im Sog des Bösen: Elaine Mitchelson
- 1996: Skeletons: Nancy Norton
- 1996: Dalva (TV): Naomi
- 1996: La Signora della città (TV)
- 1996: Just Your Luck (vidéo): Momie
- 1997: Rag and Bone (TV): Sister Marie, Tony's Aunt
- 1997: North Shore Fish (TV): Arlyne
- 1997: The Game: Ilsa
- 1997: Heart Full of Rain (TV): Edith Pearl Dockett
- 1998: Nowhere to Go: Nana
- 2000: Another Woman's Husband (TV): Laurel's Mom

## Premis i nominacions

### Nominacions
- 1957: Oscar a la millor actriu per Baby Doll
- 1957: Globus d'Or a la millor actriu dramàtica per Baby Doll
- 1957: BAFTA a la millor actriu estrangera per Baby Doll